# Les Mains sales
Pour les articles homonymes, voir Les Mains sales (homonymie).
 (février 2024).
Les Mains sales est une pièce de théâtre de Jean-Paul Sartre, en sept tableaux, écrite en 1948 et créée le 2 avril de la même année au théâtre Antoine à Paris, avec notamment André Luguet et François Périer.

## Résumé
Le premier et le septième tableau se déroulent en 1945 tandis que les cinq autres ont lieu deux ans plus tôt, en mars 1943. Chaque tableau est divisé en scènes.

### Premier tableau
Hugo est un jeune intellectuel bourgeois qui a intégré en 1942 le parti révolutionnaire d'Illyrie (ici présenté comme un État de l'Est germano-slave). Il sort de prison et va chez Olga. Celle-ci a obtenu de la part de Louis (un autre chef du parti) la permission de sonder l'état psychologique de Hugo et d'évaluer s'il est « récupérable », c'est-à-dire s'il est disposé à se voir octroyer de nouvelles missions. Elle a jusqu'à minuit, après quoi Louis tuera Hugo si celui-ci n'est pas sauvé par Olga. Hugo accepte de raconter à Olga le déroulement de la mission que lui avait confié le parti deux ans plus tôt et le public est alors plongé en 1943.

### Second Tableau
Hugo discute avec Ivan, qui se prépare à une mission consistant à faire sauter un pont. Hugo est au Parti depuis un an. Olga entre et donne une valise à Ivan. Hugo demande à Olga pourquoi on lui confie pas de tâche plus importante que la rédaction du journal. Il est prêt à mourir si nécessaire et avoue avoir peur de ressembler à son père, devenu en vieillissant un conservateur. Louis propose à Hugo une mission impliquant l’assassinat d’Hoederer. Pour se rapprocher de la cible, il devra devenir son secrétaire particulier et s’installer chez lui avec sa femme Jessica.

### Tableaux 3 à 6
À cette époque, Hugo souhaite prendre de l'importance dans la structure du parti ; pour cela il cherche et trouve une mission de haute importance : assassiner l'un des chefs charismatiques du parti prolétarien communiste, Hoederer. Devenant son secrétaire particulier, il va peu à peu se lier d'amitié avec lui et prendre conscience de l'humanité de sa proie même s'il ne partagera jamais son point de vue en matière de politique. Il tentera d'ailleurs de convaincre Hoederer que sa théorie est la bonne, sans succès. Son attachement à ce dernier va l'empêcher d'accomplir sa mission jusqu'à ce qu'il surprenne Hoederer enlacé avec sa propre femme, Jessica. Hugo va alors franchir le pas et tuer Hoederer....

### Septième tableau
Dans le septième et ultime tableau, le public est à nouveau transporté en 1945, juste après la fin du premier tableau. Olga lui avoue qu'Hoederer a été propulsé au rang d'icône et de personnage historique en qualité de visionnaire.
Olga lui propose d'oublier son crime, son identité et de repartir à zéro, désormais considéré comme un vrai membre du parti qui a fait ses preuves par les armes et le sang ; en bref, il est récupérable s'il affirme qu'il a commis un crime passionnel et non un meurtre politique. Non, Hugo n'accepte pas de ternir la mémoire d'Hoederer : ce n'est qu'en revendiquant son meurtre qu'il sera responsable et libre et qu'il aura enfin tué Hoederer, dignement. Refusant la voie de la lâcheté et du silence (s'écriant finalement : « Non récupérable ! »).

## Distribution de la création
- François Périer : Hugo
- Paula Dehelly : Olga
- André Luguet : Hoederer
- Roland Bailly : Slick
- Jacques Castelot : le Prince
- Michel Jourdan : Ivan de la Penia
- Maïk : Frantz
- Marie-Olivier : Jessica
- Christian Marquand : Charles
- Jean Morel : Louis
- Maurice Régamey : Georges
- Jean Violette : Karsky

- Mise en scène : Pierre Valde, avec la collaboration de Jean Cocteau
- Décors : Olga Choumansky, réalisés par Émile et Jean Bertin

## Distribution de 1976
Cette version, autorisée par Sartre lui-même alors qu'il s'était toujours refusé à le faire depuis la création de la pièce de 1948, a été jouée au Théâtre des Mathurins,.
- Yves-Marie Maurin : Hugo
- Monique Lejeune : Olga
- Paul Guers : Hoederer
- Amélie Prévost : Jessica
- Robert Bazil :
- Robert Fontanet :
- Hervé Jolly :
- Jean-Pierre Dravel :
- Joël Bienfait :
- François Sourbieu :

- Mise en scène et éléments scéniques : Patrick Dréhan

## Analyse
- Si vous ne connaissez pas le sujet, laissez ce bandeau (vous pouvez alors contacter les auteurs).
- Si vous supprimez le contenu mis en cause (vous pouvez préalablement contacter les auteurs),

argumentez précisément cette suppression dans la page de discussion
(un manque de référence n'est pas un argument ; une recherche réelle de référence doit avoir été effectuée, être formellement documentée).

### L'art de convaincre chez Sartre
La pièce Les Mains Sales, met en évidence les conflits idéologiques entre les personnages, en particulier entre Hugo et Hoederer. Hoederer, est un politicien pragmatique, qui tente de convaincre Hugo de la nécessité de compromis politiques, tandis qu'Hugo défend la pureté idéologique du Parti. Sartre expose les tensions entre les convictions personnelles et les réalités du pouvoir.
Sartre explore la négociation politique comme un outil de conviction. Dans la pièce, les négociations entre Karsky, le Prince et Hoederer révèlent comment les personnages utilisent la rhétorique et la persuasion pour tenter d'obtenir un accord politique  ( Quatrième Tableau, Scène 4 ). La conviction repose en grande partie sur leur capacité à articuler clairement leurs idées. Hoederer reprend les termes de Karksy, pour changer la situation : Karksy lui propose 2 voix sur 12, et lui dit : « vous n’êtes pas obligé d’accepter ». Hoederer va rétorquer avec une nouvelle proposition, ou Karsky va répondre : "Vous vous moquez de nous ? » - Hoederer : "Vous n'êtes pas obligés d’accepter.".Mais Hoederer adopte aussi une stratégie dans laquelle il présente la pensée des autres pour eux. Il utilise le style direct. Il fait cela lorsque Karsky discute de la répartition des voix au Comité Central. Hoederer déclare : "Vous vous répartirez les trois autres comme vous voudrez. » C'est une manière de montrer que Karsky peut avoir le contrôle et choisir comment les voix sont attribuées, ce qui peut être un argument de persuasion pour obtenir son accord. L’art de convaincre devient un moyen de résoudre les différents et de rallier les autres à sa cause.
Sartre explore le conflit entre la liberté individuelle et les responsabilités collectives, notamment à travers le dilemme moral d'Hugo. Le personnage refuse de compromettre ses principes, mettant en évidence l'importance des convictions individuelles dans un contexte politique. Hugo est un personnage complexe en quête de reconnaissance et d'acceptation. Né dans la bourgeoisie, il aspire à se détacher de ses privilèges pour rejoindre le Parti. Sa quête pour prouver sa valeur est aussi un combat pour se convaincre lui-même de sa légitimité. Ce conflit intérieur entre la quête de légitimité personnelle et la fidélité à une cause politique est un thème central de la pièce. Mais Sartre met plus particulièrement  en lumière le conflit politique entre les deux figures principales, Hoederer et Hugo, qui représentent deux approches opposées de la politique. Hoederer, en tant que politicien pragmatique, emploie la rhétorique pour convaincre Hugo d'explorer des compromis politiques. Il met en avant la complexité inhérente à la politique tout en visant à élargir les horizons de Hugo, l'incitant à considérer d'autres perspectives. Plutôt que de chercher à prouver que Hugo a tort, Hoederer s'efforce de susciter en lui un questionnement, d'introduire le relativisme, et de bouleverser ses certitudes. Pour Marc Buffat, c’est là ce qui distingue une parole-acte qui relèverait de la magie (transformer Hugo) d’une parole-révélation qui constitue une connaissance (rationalité, montrer à Hugo les implications de ce qu’il pense) : « Nous ne sommes jamais tout à fait sûrs d’avoir raison. Tu es sûr d’avoir raison toi ? » p. 217.

### Une œuvre à portée politique et philosophique
Sartre met en contraste sa version du marxisme idéal à lui, un marxisme qui d’après son avis n'a pas d’avenir sans qu'y soit incorporé l’existentialisme. Sans existentialisme le marxisme ne pourra pas fonctionner et Hugo en est le représentant dans le drame. Hoederer représente le pragmatisme matérialiste qui a infiltré le marxisme pur et qui est en train de le déformer. Cependant, Hoederer mène une politique qui est applicable en collectivité, tandis que la phénoménologie d'un Hugo mène à un solipsisme qui isolera l'individu de la possibilité d'agir en responsabilité envers le monde autour de lui. Sartre rejette les deux caractères, ce qu'il souhaite est une solution intermédiaire : une philosophie politique qui unira l'humanisme et le sens de la responsabilité d'un Hoederer avec l'attitude non-compromettante, la capacité de dire « non » d'un Hugo. La fin tragique, qui est caractérisée par une sorte d'unisson métaphysique entre Hugo et Hoederer (Hugo offre sa vie en honneur de la personne de Hoederer et en même temps proteste contre la politique de ce dernier) où ces deux personnages se fondent ensemble, marque le désir de Sartre d'arriver à cette synthèse entre le matérialisme et l'idéalisme sur le plan philosophique qui pourrait être mise en action sur le plan politique.
Auteur classique de la littérature engagée, Sartre s'interroge sur l'usage de la violence politique dans l'action révolutionnaire et pose la question suivante : un révolutionnaire doit-il, au nom de l'efficacité, risquer de compromettre un idéal ?
La pièce illustre la désillusion face aux espoirs du communisme ternis par la Guerre froide et le Stalinisme. Cette œuvre n'a pas été bien acceptée par les partis communistes lors de sa parution. En effet, elle montre les clivages de ces derniers.
Cette œuvre peut également être mise en relation avec Les Justes d'Albert Camus qui se pose sensiblement la même question, à la même époque, dans un contexte historique qui s'y prête bien.

### Enjeux de classe et de genre incarnées par Hugo et Jessica
Le couple d’Hugo et Jessica provient de la classe bourgeoise. Il est lâché dans un environnement qu’Hugo tente d’inclure et que Jessica doit subir à contrecœur. Les autres personnages ressentent cette présence comme parasite, et cela est visible dans des jeux d’accusations et de jugements à l’égard du couple. Lors de ces confrontations, les enjeux politiques propres à la présence et à l’identité des personnages resurgissent.
Hugo est un transfuge de classe : il a quitté son milieu social d’origine, la bourgeoisie, pour rejoindre le Parti révolutionnaire des classes ouvrières. C’est un paramètre qui paraît être important pour beaucoup de personnages: Hugo qui essaye de faire ses preuves, les gardes d'Hoederer, Karsky...
C’est finalement Hoederer qui l’attaque plus intensément et de manière argumentée à ce sujet, quand il emploie la métaphore des gants : « Parbleu, les gants rouges, c’est élégant. C’est le reste qui te fait peur. C’est ce qui pue à ton petit nez d’aristocrate » Hoederer, qui était partisan jusque là de considérer Hugo en tant qu’intellectuel (ce qui ne donne aucune indication sur son orientation politique), en vient à le renier politiquement par l’emploi du complément « d’aristocrate » attribué à nez. Par cette formulation, Hoederer réduit son statut social à son corps, et donc, à une identité politique essentialisée et immuable. Pour Hoederer, Hugo ne peut le rendre responsable d’aucune faute puisqu’il fait fausse route sur le Parti lui-même, et porte un jugement déplacé voire fantasmé de la lutte révolutionnaire. Cela est dû à son statut de 'Bâtard' politique, pour lequel il le condamne à ne jamais être complètement admis dans une classe sociale, et par extension, dans le parti en tant que membre de la bonne espèce.
La notion de bâtard politique, ici incarnée par Hugo, est chère à Jean-Paul Sartre. On pourrait définir comme le mélange d’origines, engendrant un personnage bâti par des contradictions d’origine sociale et d’idéologie. Dans cette pièce, la contradiction se manifeste sous la forme du paradoxe d’un homme qui tient à se salir les mains de sang mais pas de merde. Hoederer semble alors être le moyen, pour Sartre, de pointer ce paradoxe.
Jessica se voit, tout le long de la pièce, méprisée par son statut de femme de, et rendue coupable de ne pas avoir les compétences requises pour se mêler à l’intrigue politique. Elle est clairement décrite par Hoederer comme étant le luxe d’Hugo, la réduisant à une figure d’objet décoratif et bourgeois. Jessica est une gêne pour les autres personnages. Hugo va jusqu’à se défouler sur elle quand il n’arrive pas à trouver de solution pour lui-même.
Pourtant, Jessica fait partie des personnages les plus actifs pour faire avancer l’intrigue. Elle est aussi une alliée d’Hugo, plus zélée que lui pour se sortir de situations inconfortables. En outre, elle est un personnage crucial pour le bon déroulement de la pièce et un soutien indiscutable. Cependant sa valeur n’est jamais reconnue.
C’est finalement après qu’Hugo lui reproche de n’avoir aucune pertinence que Jessica plaide en son nom. Sa réponse est sans appel : Elle est le fruit d’un système sexiste, qui l’a mise au service des hommes et qui n’a jamais valorisé ses capacités. L’argumentaire se dévoile dans un monologue, mettant en lumière les problématiques qui la traverse sa condition sociale.
On peut même constater le parallèle évident entre son illégitimité de parole sur les questions politiques et le statut de transfuge de classe d’Hugo. Elle est amenée, elle aussi, à se justifier et faire ses preuves pour arracher un minimum de reconnaissance… Pas même des autres personnages, mais au moins du public.
La question du sexisme semble secondaire dans une première lecture. Mais constater que le statut de Jessica est l’un des rares thèmes abordés sous la forme d’un monologue en réponse d’une accusation (au même titre que les pratiques amorales du Parti ou les enjeux que représentent le statut de transfuge de classe) en fait un enjeu non-négligeable de la pièce.
Ambiguïtés morales et éthiques
D’abord on peut voir que l’acte de convaincre est fort, Hoederer et Jessica font plus que convaincre Hugo, ils le manipulent tout au long de la pièce. Dès le début de la pièce, Hoederer créer une atmosphère conviviale entre Hugo et lui, il est gentil avec lui, le défend lorsqu’il se fait moquer par Slick et Georges, il ne le juge pas, fait attention à lui, s’intéresse à lui en lui posant des questions. Tout cela est une stratégie pour mettre en confiance Hugo, comprendre ses points faibles pour savoir comment le convaincre, comment il fonctionne.Puis Jessica veut le convaincre de ne pas tuer Hoederer en le manipulant aussi. Elle joue avec ses sentiments, lui met la pression pour qu’il prenne peur, pour qu’il se relâche. Elle veut qu’il ressente de la culpabilité, elle lui pose des questions et fait comme si elle ne connaissait pas les enjeux politiques mais on voit que finalement elle a une opinion sur la situation elle veut simplement qu’Hugo voit les choses autrement. Elle lui demande même clairement de convaincre Hoederer de ses idées.
Pour parler de l’acte de convaincre dans l’œuvre, il faut bien parler d’Hugo et Hoederer, qui sont très différent. On retrouve une scène où les deux personnages veulent se convaincre chacun de leurs idées et c’est ici que l’on voit bien leur point de vue. Hoederer veut maitriser les sentiments des autres pour les convaincre. Pour cela, il utilise du vocabulaire fort, il dit qu’en politique il faut se salir les mains, prendre des risques, mentir s’il le faut. « je mentirai quand il le faudra et je ne méprise personne », « moi j’ai les mains sales jusqu’aux coudes. Je les ai plongées dans la merde et dans le sang. » Il renverse les arguments d’Hugo en lui disant qu’il a de bonnes idées mais que cela ne suffit pas, il fait des analyses situationnelles qui appuie bien ses propos.  En revanche, Hugo est un intellectuel qui se laisse emporter par ses idées, ses passions pour convaincre. Il est très attaché au parti et veut rester fidèle « il n’y a qu’un seul but : c’est de faire triompher nos idées, toutes nos idées et rien qu’elles », « je suis entré au parti parce que sa cause est juste et j’en sortirai quand elle cessera de l’être. ».
La pièce est centrée sur un élément clé, la mission d’Hugo de tuer Hoederer. Mais l’acte de convaincre fait que tout le long de la pièce on se demande quand va-t-il le faire, va-t-il réussir, cela à un grand impact sur le déroulement des événements, il y a toujours du suspens. Mais il y a aussi un impact sur les personnages, en particulier Hugo, qui au début, veut prouver au parti qu’il existe, qu’il est fortement engagé, il veut être plus présent dans le parti plutôt qu’être un simple journaliste. C’est pour cela que sa mission lui tient à cœur et qu’il est si dur à convaincre. On remarque aussi l’omniprésence du mot « confiance » dans ses répliques, Hugo manque de confiance en lui et cette mission lui permettrait de montrer aux gens et à lui-même qu’on peut compter sur lui. Mais il commence par être convaincu des idées d’Hoederer c’est pourquoi tout le long de la pièce il est tiraillé entre tuer Hoederer ou pas, c’est un dilemme entre suivre le parti (la foi) ou suivre ce qu’il pense (Hoederer, la raison). Hugo cherche à s’affirmer mais sa mission devient un obstacle qu’il finit par surpasser puisqu’il le tue, et cela le rend plus confiant.

## Cinéma
- Les Mains sales, film de Fernand Rivers et Simone Berriau, sorti en 1951